# Канна (Польща)
Канна (пол. Kanna) — село в Польщі, у гміні Болеслав Домбровського повіту Малопольського воєводства.
Населення — 276 осіб (2011).
У 1975-1998 роках село належало до Тарновського воєводства.

## Демографія
Демографічна структура станом на 31 березня 2011 року:
|          | Загалом | Допрацездатний вік | Працездатний вік | Постпрацездатний вік |
| -------- | ------- | ------------------ | ---------------- | -------------------- |
| Чоловіки | 135     | 27                 | 87               | 21                   |
| Жінки    | 141     | 23                 | 72               | 46                   |
| Разом    | 276     | 50                 | 159              | 67                   |